# Крестьянинов, Пётр Константинович
Пётр Константи́нович Крестьянинов (22 января 1925, Ральники, Вятская губерния — 15 марта 1944, Явкино, Николаевская область) — красноармеец Рабоче-крестьянской Красной Армии, участник Великой Отечественной войны, Герой Советского Союза (1944).

## Биография
Пётр Крестьянинов родился 22 января 1925 года в селе Ральники (ныне — Малмыжский район Кировской области). Окончил восемь классов школы и четыре курса педагогического техникума. В апреле 1943 года Крестьянинов был призван на службу в Рабоче-крестьянскую Красную Армию. С февраля 1944 года — на фронтах Великой Отечественной войны, был радистом танка 212-го отдельного танкового полка 4-го гвардейского механизированного корпуса 3-го Украинского фронта. Отличился во время освобождения Николаевской области Украинской ССР.
В ночь с 13 на 14 марта экипаж Крестьянинова на своём танке ворвался в село Явкино Баштанского района и, умело маневрируя, выбил противника из него. В том бою было уничтожено около 100 повозок и 250 солдат и офицеров, а также захватили большое количество военной техники противника. В ночь с 14 на 15 марта немецкие войска предприняли контратаку. Маневрируя по селу, танк провалился в противотанковый ров. Экипаж оборонялся до последнего снаряда, а затем взорвал танк вместе с собой. Крестьянинов и командир экипажа Вадим Сивков были похоронены в Явкино.
Указом Президиума Верховного Совета СССР от 3 июня 1944 года за «образцовое выполнение боевых заданий командования на фронте борьбы с немецкими захватчиками и проявленные при этом мужество и героизм» красноармеец Пётр Крестьянинов посмертно был удостоен высокого звания Героя Советского Союза. Также посмертно был награждён орденом Ленина.

## Память

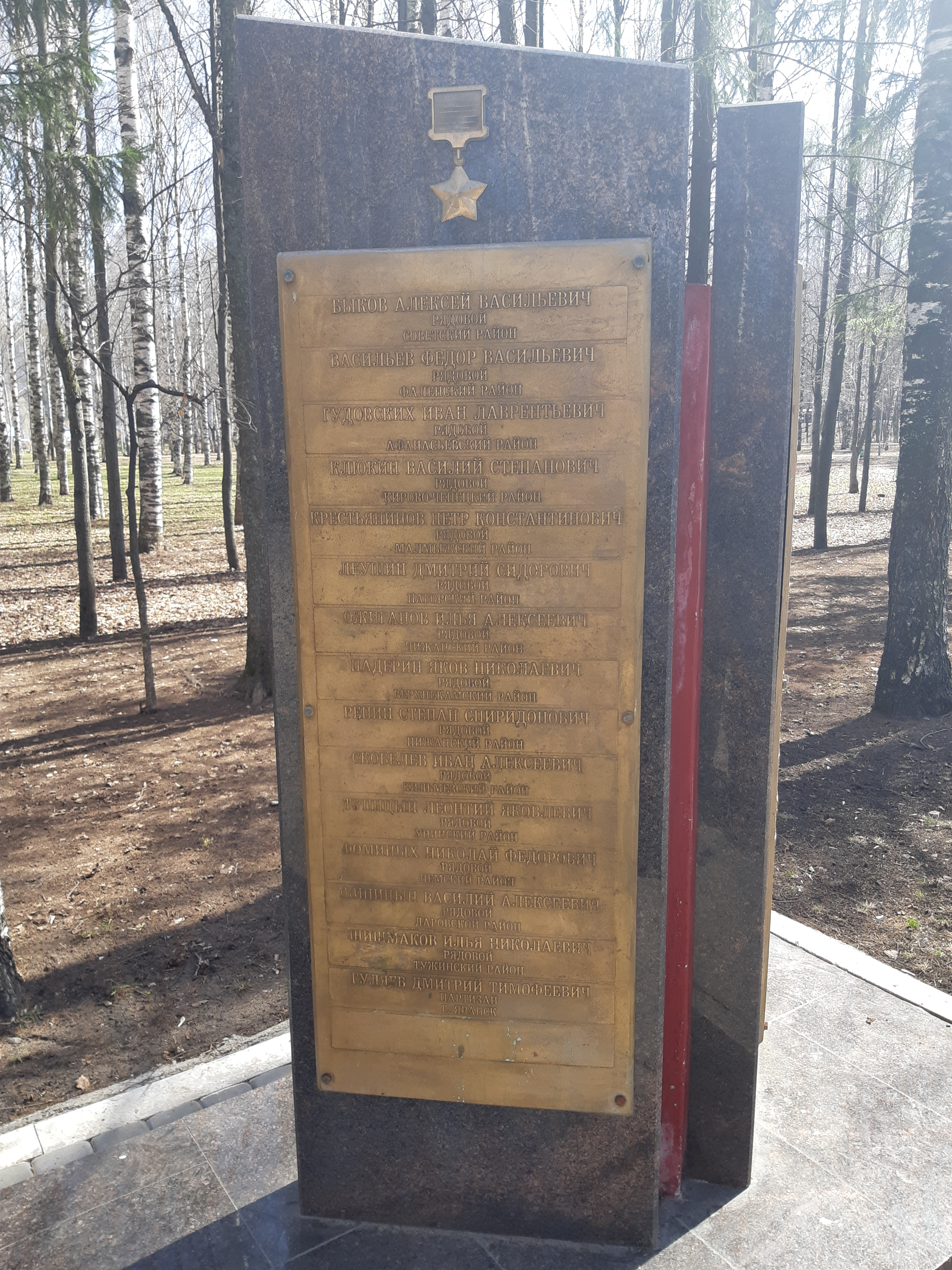
Имя Героя на гранитной стелле в парке Победы в Кирове.

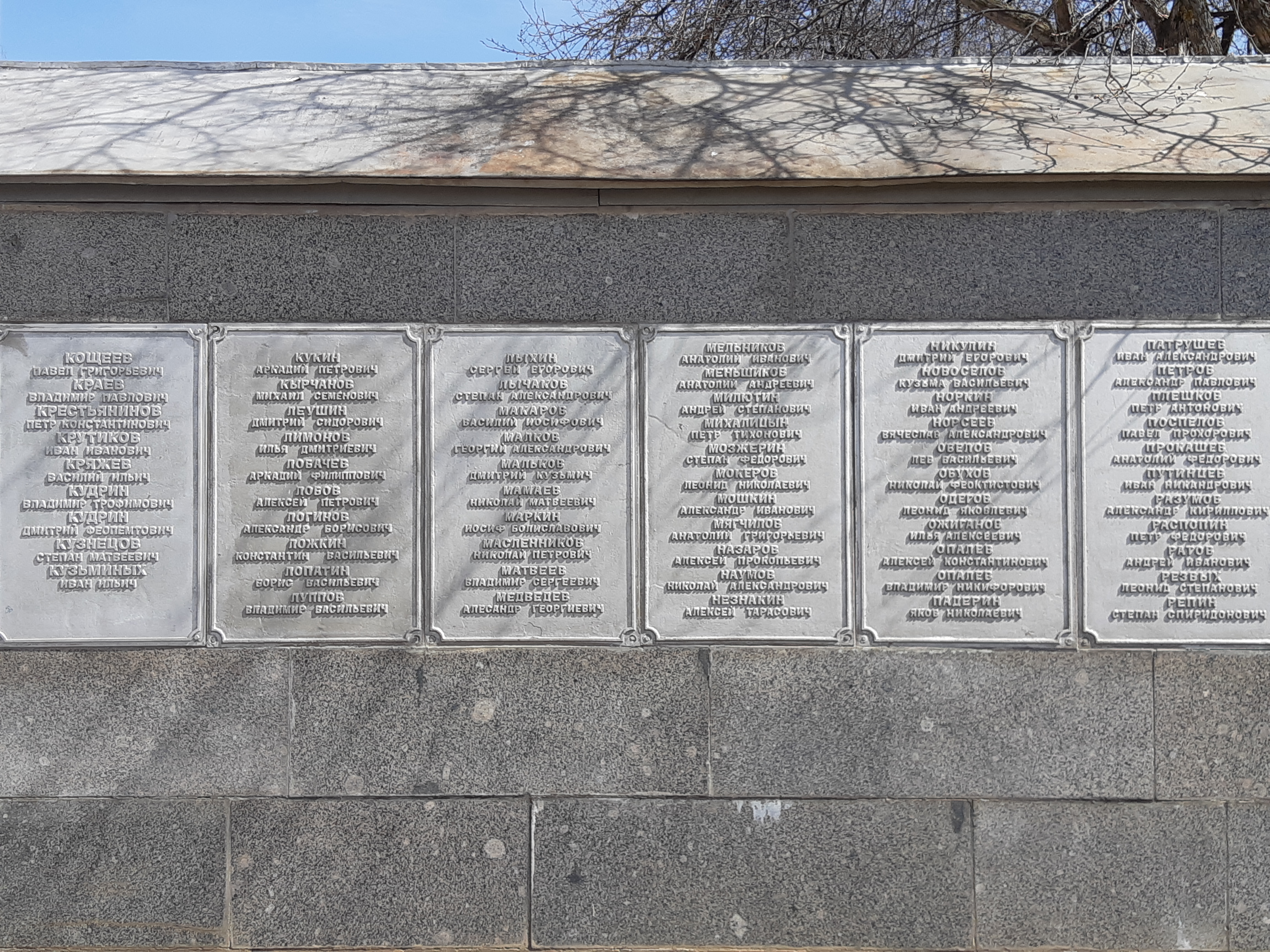
Имя Героя на мемориальной доске в парке Дворца пионеров г. Кирова

- Имя Героя увековечено на мемориальной доске в честь Героев Советского Союза — уроженцев Кировской области в парке Дворца пионеров города Кирова
- Его имя на гранитной стелле в парке Победы в Кирове.
- Имя Героя высечено золотыми буквами в зале Славы Центрального музея Великой Отечественной войны в Парке Победы города Москвы.

- На могиле героя установлен надгробный памятник.
- Навечно зачислен в списки личного состава воинской части[1].

- В честь Крестьянинова установлены бюст в Явкино и обелиск в Ральниках, а также названа улица в Ральниках[1].